# 特命女子アナ 並野容子
『特命女子アナ 並野容子』（とくめいじょしアナ なみのようこ）は、柳沢きみおによる漫画作品。
『みこすり半劇場』（ぶんか社）に、2008年9月25日号（18号）まで連載されていた。2009年と2010年には実写映画化もされた。

## 登場人物
並野容子（なみの ようこ）
このマンガの主人公で、朝売テレビに在籍する女性アナウンサー。33歳。あだ名は「ナミノヨウシ」。
局内ではかなり地味で存在感がなく、たびたび「どうして女子アナに？」と後輩たちから疑問に思われている。また女子アナとして仕事をしているシーンは殆ど描かれない。隠しているが実際は巨乳の美女であり、裏では会長・白川重助の特命を受け社内や外で起きた事件を解決している。
特命中は眼鏡を外して素顔になり、髪を染め帽子をかぶっている。戦う際はこの帽子をブーメランのように投擲することで目つぶしとして利用する。男性から情報を聞き出す際には色香を利用したり、尋問には必殺の玉潰しが炸裂する。また後半ではアクションシーンにパンチラが多く見られるようになった。
連載自体は既に終了しているが、コンビニコミックスに収録された番外編「特命係長VS特命女子アナ激闘編」では書下ろしとしてたびたび登場している。只野と知り合いになり、お互いに妄想の中で性交を行うというシーンがある。
二つあるドラマ版では女子アナとしてテレビ番組に出ているシーンなどが描かれており、また特命中にも局内の人物と親交を深め、それが特命を果たすことに葛藤を与える要素となっている。
2009年版：原作とは違い、昼の顔は「特命係長」のようにドジを連発し間の抜けたキャラクターを演じている。ギャグシーンやお色気シーンが多く、特命に木持を利用したりしている。使命と正義感の間で揺れ動く葛藤などが描かれた。帽子のつばには鉄が仕込んで在り成人男性を一撃で倒すほどの威力を持つ。
2010年版：女子アナランキングの圏外になったりするなど地味さが強調されている。またやることがないという理由で仕事を押し付けられたりしている。間の抜けたキャラクター性は2009年版とほぼ同じだが腰もかなり低い。夜の顔では鼻孔シーンや色香や玉潰しで情報を聞き出したりなど原作のキャラクター性を意識されている。
白川重助（しらかわ じゅうすけ）
朝売テレビの会長。並野に特命を下している。原作・ドラマ版のどちらも特命の解決を重要視する厳格な性格。
2009年版：原作とは違い気性の激しい性格。また原作では中年だが今作では老人。「世間に真実を伝える」ことを重視し、それが自局内の不正であってもその信念を曲げない人物。
2010年版：原作のキャラクターに近く落ち着いた中年男性。特命の遂行に迷いを見せる並野を檄することもある。ラストシーンでは企業のトップである依頼人とのスポンサー契約を断り、それを自分のせいだと言う並野に相手のやり方が強引でついていけそうもないからと慰めた。
木持良夫（きもち よしお）
朝売テレビに在籍する、チビの肥満体型でニキビだらけの顔のブ男。対話も上手くできない冴えない男性アナウンサー。
通称・キモワル（キモチワルオ）。並野をストーカー的に思っている。実は並野が巨乳であることに勘付いている。
2009年版：頼りないが明るいキャラクターであり、部長から迷惑メールの対策としてハッキングを頼まれたりしているが言動がアレなので女性たちからの評判は悪い。原作とは違い、昼の並野には興味ないが夜の並野には一目惚れ。正体を知らないまま特命に利用され「結構使えるかも」と見直された。原作では昼の並野と数コマ程度しか毎回絡みがないが、こちらは並野との絡みが多くほぼレギュラーとして描かれた。
2010年版：前作と同じく昼の並野をバカにしたり、既に夜の並野と出会っているという設定。容姿や性格は原作を意識したものとなっている。前作と同じく並野の正体を知らないまま夜の彼女の特命を手伝わされた。

## 映画

### 2009年版
2009年9月18日・19日の2日間限定でシネマート六本木にてレイトショーで公開された。71分。同年10月7日にDVDが発売された。

#### キャスト
- 並野容子 - 堀越のり
- 木持良夫 - Qちゃん（ハイキングウォーキング）
- 白川重助 - 長門裕之
- 桜井アナ - 高木あずさ
- 高沢アナ - 小泉麻耶
- 秋山プロデューサー - 岸本裕二
- 秋山さやか - あんじ
- 大沢佑香
- 伊藤哲哉
- 小林三四郎
- 角田正人 ‐ 針原滋
- 小橋和之

#### スタッフ
- 原作 - 柳沢きみお
- 監督 - 田尻裕司
- 脚本 - なるせゆうせい
- 製作 - 矢羽田昭彦、林瑞峰
- 企画 - 塩月隆史
- 企画協力 - 長戸雅之（ぶんか社）
- プロデューサー - 難波聖司、高津戸顕、大岡サダム
- キャスティング - 小林良二
- 撮影監督 - ふじもと光明
- 助監督 - 坂本礼
- 脚本協力 - 守口悠介
- 録音 - 星照光
- 美術 - 羽賀香織
- 編集 - 森岡早苗
- 音響効果 - タルイタカヨシ
- 制作 - ティーエムシー
- 制作協力 - MORS COMPANY

### 2010年版
『特命女子アナ 並野容子 LOVE IS OVER』のタイトルで、2010年8月7日にシネマート六本木にて公開。

#### キャスト
- 並野容子 - 田丸麻紀
- 浜圭子 - 不二子
- 木持良夫 - 向清太朗（天津）
- 丸山崇 - 伊藤猛
- 佐藤由香 - 安部魔凛碧
- ヨーコ - 水城奈緒
- ケンタロウ - 大口兼悟
- 白川会長 - 森次晃嗣

#### スタッフ
- 原作 - 柳沢きみお
- 監督・編集 - 田尻裕司
- 脚本 - 桜井一紀
- 製作 - 矢羽田昭彦、林瑞峰
- 企画 - 塩月隆史
- 企画協力 - 長戸雅之（ぶんか社）
- プロデューサー - 難波聖司、高津戸顕、須藤正子
- キャスティングプロデューサー - 小林良二
- ラインプロデューサー - 坂本礼
- 撮影 - 田宮健彦
- 助監督 - 躰中洋蔵
- 録音 - 小林徹哉
- 美術 - 羽賀香織
- 音響効果 - 藤本淳
- 制作協力 - 冒険王
- 制作 - 「特命女子アナ」製作委員会（ティーエムシー、ヒューマックスコミュニケーションズ）